# Baguèra
Baguèra est une commune rurale située dans le département de Loumana de la province de la Léraba dans la région des Cascades au Burkina Faso.

## Démographie
| 2003  | 2006  | 2012 |
| ----- | ----- | ---- |
| 5 030 | 3 425 | -    |

## Éducation et santé
Baguèra accueille un centre de santé et de promotion sociale (CSPS) tandis que le centre médical avec antenne chirurgicale (CMA) est à Sindou et que le centre hospitalier régional (CHR) se trouve à Banfora.
Le village possède quatre écoles primaires publiques et un centre permanent d'alphabétisation et de formation (CPAF).